# Hvítavatn
Il lago Hvítavatn (dall'islandese: lago bianco), da non confondersi con il lago Hvítárvatn si trova nella regione meridionale chiamata Suðurland, nella contea costiera di Skaftárhreppur.
È collocato alle pendici degli Altopiani d'Islanda, a ridosso del ghiacciaio Langjökull, da cui spesso si staccano iceberg che vanno a confluire nelle acque del lago, a sud dell massiccio del famoso ghiacciaio Vatnajökull, circa 15 km a sud dello Skeiðarársandur.